# Etten (Noord-Brabant)

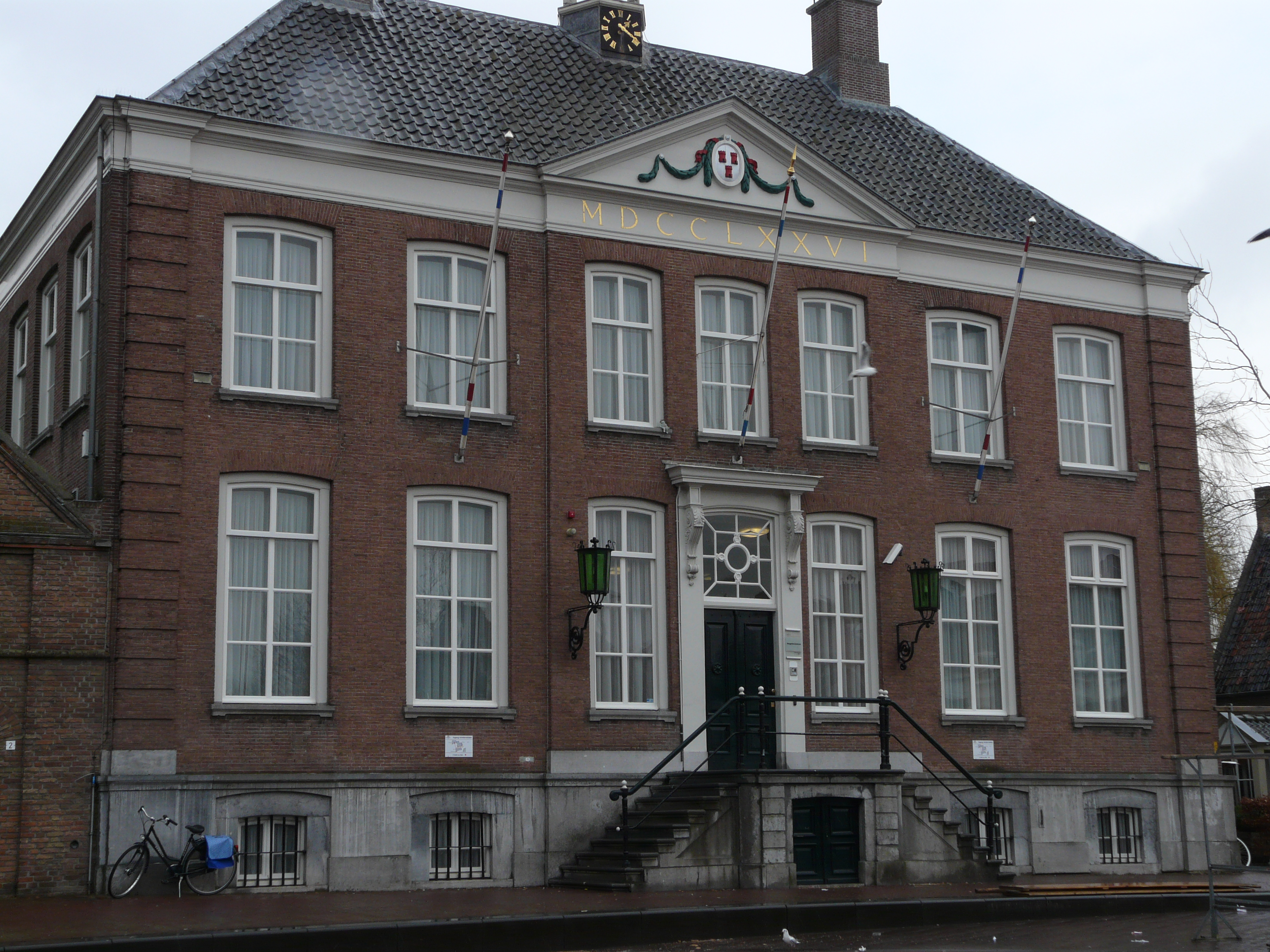
Voormalig raadhuis van Etten-Leur

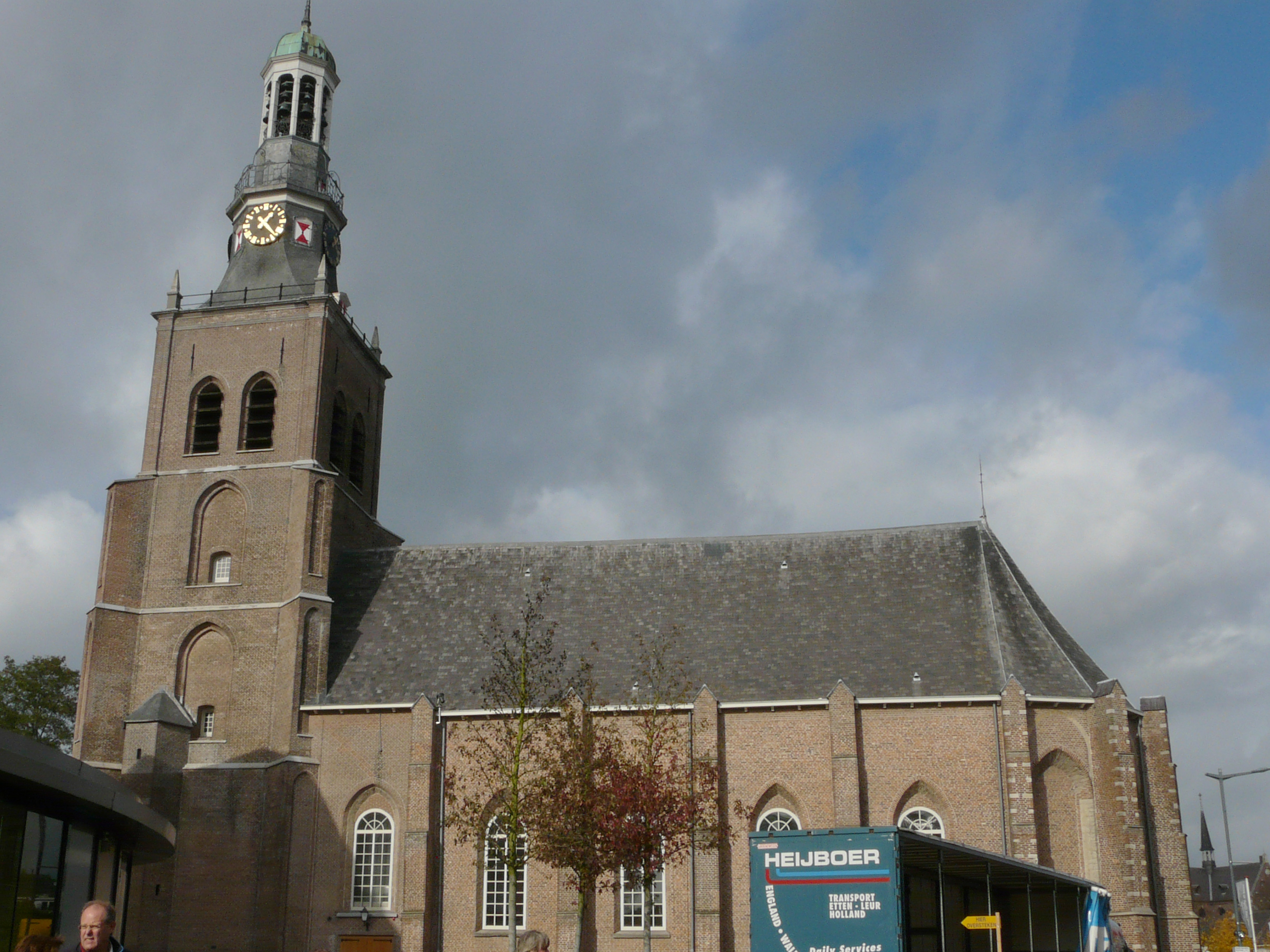
Catharinakerk

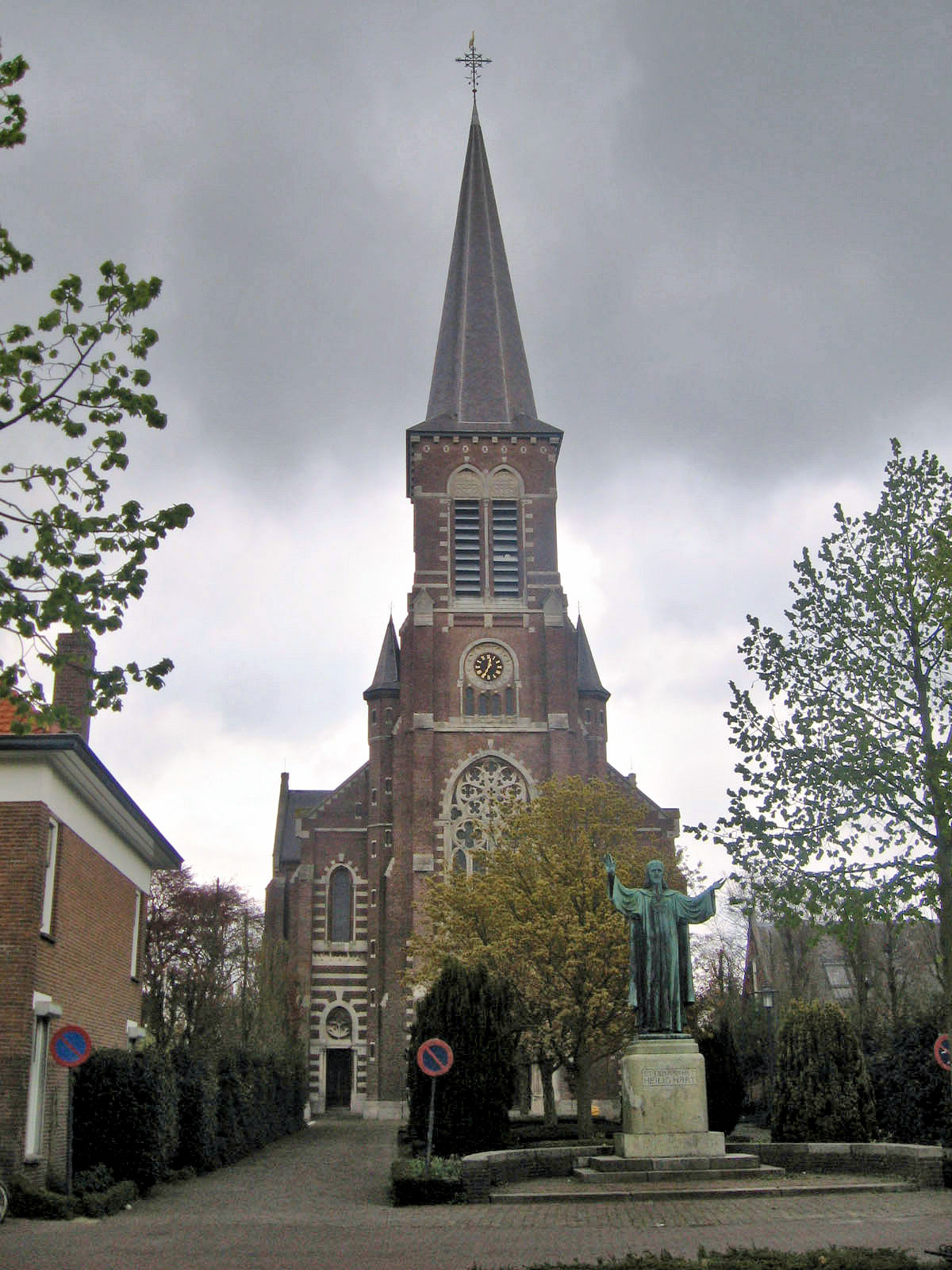
Sint-Lambertuskerk

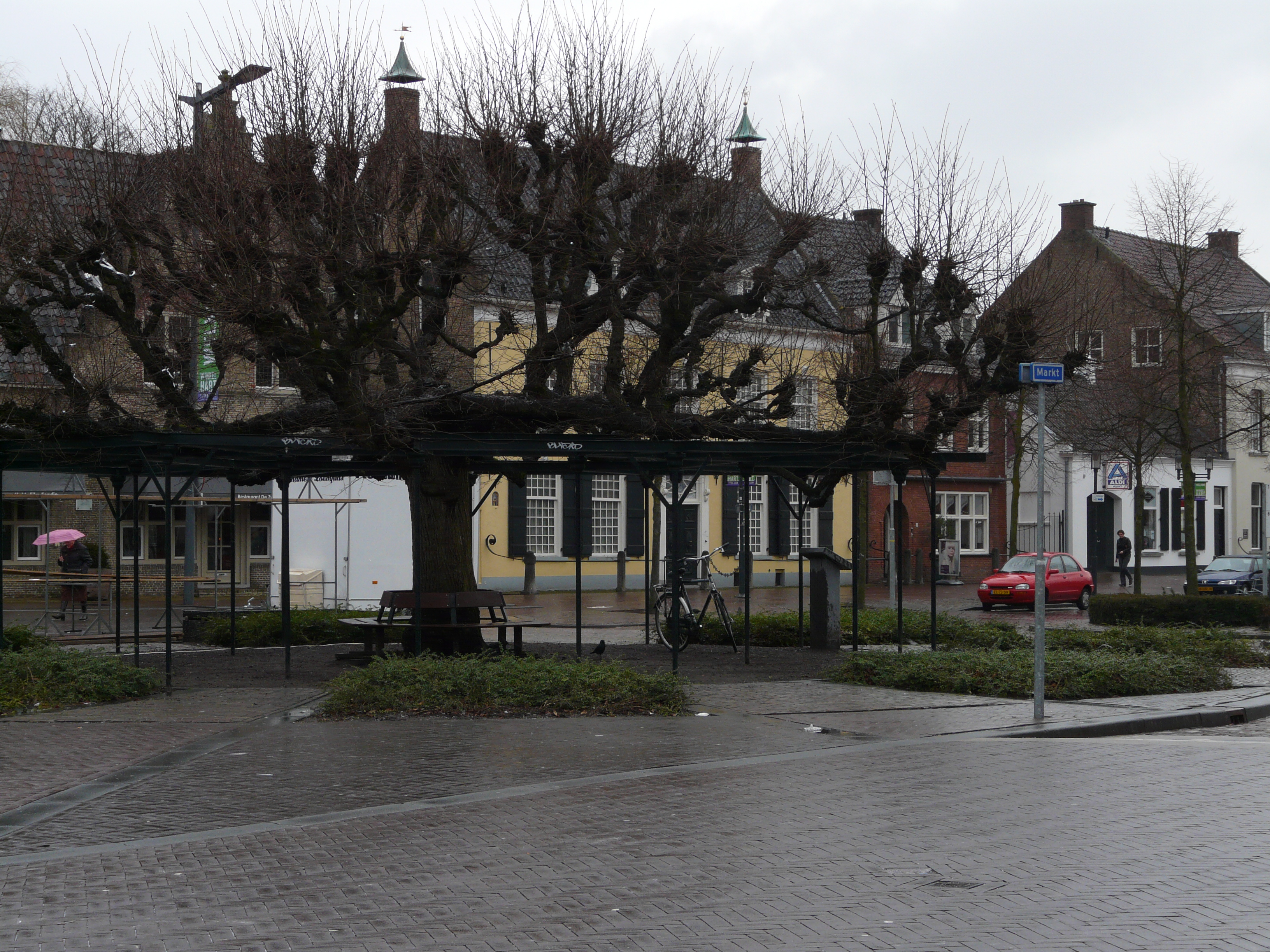
Moeierboom

Etten is een dorp in de Noord-Brabantse gemeente Etten-Leur.

## Etymologie
De betekenis van de naam Etten is niet eenduidig bekend. Mogelijk is de naam afkomstig van etsel of etting, een oud woord voor weide.

## Geschiedenis
De plaatsnaam Etten werd voor het eerst vermeld in 1261. Hertog Hendrik IV van Brabant stelde toen landmeters aan om de daar aanwezige beemdgronden op te meten teneinde de ontginning ervan ter hand te nemen. Ook de turfwinning vond vanaf toen plaats in de omgeving van Etten, zoals in het Monnikenmoer ten westen en, sinds 1332, in Bremberg ten oosten van Etten. De turf uit het laatste gebied werd ten behoeve van Antwerpen ontgonnen en vervoerd via de Leurse Haven en via de Mark. De plaats zelf werd op de hoger gelegen Banakker gesticht en bestond oorspronkelijk uit een groepje boerderijen.
De Catharinakerk werd eveneens omstreeks deze tijd gesticht als dochterkerk van de parochie Gilze. In 1316 werd ze tot parochiekerk verheven en van 1440-1500 vervangen door een grotere kerk, die later meermalen is beschadigd en herbouwd.
In 1820 vestigden de Franciscanessen van Etten zich in Etten. Aldaar ontstond een moederhuis van waaruit vele stichtingen werden verricht, vooral in West-Brabant en Zeeland. Begin 20e eeuw kwamen ook de Broeders van Liefde naar Etten, en vestigden zich aan de Edward Poppelaan 14.
Voor de verdere ontwikkeling van Etten was de ligging aan verbindingswegen van groot belang. In 1780 was enkel de weg tussen Etten en Leur verhard, en wel met kasseien. In 1797 werd de zandbaan tussen Breda en Etten voltooid en deze werd doorgetrokken naar Roosendaal, waardoor het doorgaande verkeer Etten aan ging doen. Voordien ging het verkeer via Rucphen. De betreffende weg werd verhard in 1835 en na de Tweede Wereldoorlog geasfalteerd. In 1963 werd de weg vierstrooks maar bleef door de kern lopen. Van 1997-2000 werd gewerkt aan een omleiding van de weg, die als autosnelweg werd uitgevoerd, waardoor tevens de kom van Etten weer één geheel werd en de overlast werd beperkt. De vrijgekomen ruimte werd onder meer gebruikt voor de bouw van een nieuw gemeentehuis en de aanleg van een bijbehorend Raadhuisplein.
In 1854 kwam er bovendien een spoorwegstation gereed. Dit werd weliswaar gesloten in 1940, doch in 1965 weer heropend, ten dienste van onder meer het forensenverkeer.
Bestuurlijk was Etten en Leur aanvankelijk een heerlijkheid (de Vrijheid en Heerlijkheid Etten) die afhankelijk was van de Baronie van Breda. In het westen van Etten bevond zich een kasteel met slotgracht dat van oorsprong stamt uit de 13e eeuw, en oorspronkelijk toebehoorde aan het geslacht Uten Houte, en daarom later ook Hof van den Houte genaamd. Het kasteel werd voor het eerst vermeld in 1430. Dit gebouw werd in 1814 openbaar verkocht en in 1816 afgebroken.
Sinds de Franse tijd behoort Etten tot de gemeente Etten en Leur, die in 1968 werd omgedoopt in Etten-Leur. Aangezien Etten in 1953 tot ontwikkelingskern was uitgeroepen werd er veel industrie gevestigd, te beginnen op het bedrijventerrein Vosdonk, waarvan de eerste aanleg stamt uit 1951. Dit alles leidde uiteindelijk tot het aaneengroeien van de kernen Etten en Leur, waardoor in 1968 beide namen van de officiële landkaarten zijn verdwenen en men nog slechts spreekt van Etten-Leur. De oude kernen van beide plaatsen, waar zich ook de meeste monumenten bevinden, zijn echter nog goed herkenbaar.

## Bezienswaardigheden

### Bouwwerken
- Het Raadhuis stamt uit 1776 en is een ontwerp van Philip Willem Schonck.
- De Catharinakerk is een middeleeuwse hallenkerk met toren uit 1771 (gemeentetoren) door Philip Willem Schonck. Sinds 1970 fungeert het gebouw als Raadszaal.
- De Sint-Lambertuskerk is een neogotische kerk uit 1877. Ervoor staat een Heilig Hartbeeld van Kees Smout.
- Het Sint Paulushofje dateert uit 1681
- Huis De Zwaan uit 1628, aan Markt 7, met trapgevels die gesierd worden door korfbogen. Gerestaureerd in 1957.
- De Moeierboom, een oude lindeboom, geplant in 1774.
- De Baai is een sobere bakstenen protestantse kerk uit 1970, gelegen aan De Baai 154.
- Het kloostercomplex van de Franciscanessen van Etten, aan de Bisschopsmolenstraat 162, omvat de volgende onderdelen:
  - Huize Adama, een van oorsprong 16e-eeuws landhuis waar een aantal adellijke families zetelden, waarvan een aantal familiewapens nog aanwezig zijn. Gewijzigd in de 18e en 19e eeuw en door de zusters gekocht in 1820 als een omgracht huis. Hier werd een pensionaat gevestigd. Tussen 1834 en 1861 werd het huis met zijvleugels uitgebreid, waarin scholen en een rectoraat werden gevestigd. In 1864 werd aan de voorzijde een poortgebouw opgericht (het Withof) en aan de achterzijde werd in 1850 een kapel (de Kleine kapel) en in 1870 een verblijfsgebouw voor de zusters gebouwd. Architect van de kapel was P.J. Soffers. Het door Huize Adama en het poortgebouw omsloten terrein kreeg de naam: Sint-Antoniusplein.
  - Het Withof bevat de kloosterpoort met daarboven een beeld van de Heilige Jozef met de spreuk: Haec Domus floreat sub protectione Sancti Josephi (moge dit huis bloeien onder de bescherming van de Heilige Jozef). Voorts is er een uurwerk uit 1870. Architect was eveneens P.J. Soffers.
  - De Grote kapel is een neogotische eenbeukigekruiskapel uit 1908, ontworpen door Petrus Johannes van Genk. De kapel bevat onder meer gebrandschilderde ramen van Charles Eyck uit 1945.
  - Een Lourdesgrot uit 1902.
- De Allerheiligst Hart van Jezuskerk, aan Kerkwerve 2.
- De Bisschopsmolen is een ronde stenen korenmolen uit 1744, aan Bisschopsmolenstraat 235.
- Koetshuis aan Bruininkhuizen 4. Het behoorde bij het omgracht adellijk huis De Nobelaer, vernieuwd in de 2e helft van de 17e eeuw door Justus De Nobelaer, maar gesloopt in de 19e eeuw. Het laat-17e-eeuwse koetshuis is verbouwd tot restaurant.
- Diverse woon- en herenhuizen, met name aan de Markt.
  - Herberg "De Zwaan", aan Markt 7. Kort na 1628 gebouwd door Jan Dirven, notaris en secretaris van Etten, in de 18e eeuw verbouwd tot herberg. Gekenmerkt door trapgevels met korfbogen, uitgevoerd in gele baksteen.
  - Huis "De Winthont" of Huis de Linden, aan Markt 9, uit het eerste kwart van de 18e eeuw, met tuitgevel. De ingangspartij dateert van omstreeks 1830.
- Markt 17, uit ongeveer 1800, verbouwd in 1860.
  - Het Neerlandsch Koffyhuis, aan Markt 23, herenhuis uit de 19e eeuw, met tuitgevels.
  - Markt 54, uit de 17e eeuw.
- Diverse historische boerderijen, waaronder Midden Donk 5 uit 1712, uitgevoerd in gele baksteen. Voorts enkele Vlaamse schuren.
- De Oude watertoren aan de Hoevenseweg, in art-decostijl, uit 1924.
- De Tomadofabriek, een industrieel monument uit 1955, een ontwerp van Huig Maaskant, aan Oude Kerkstraat 2. Tomado ging failliet in 1982, waarna het bedrijf Fri-Jado zich er vestigde.

### Kunstwerken en monumenten
- Beeld van Vincent van Gogh, op de plaats van de voormalige hervormde pastorie, door Hein Vree (1990).
- De Zonnebloemen met Kraaien, aan het Vincent van Goghplein, door Linda Scheepers-Konings, uit 2003.
- Gedenknaald Vliegtuigopstijging, aan de Rijsbergseweg, ter gelegenheid van de eerste vliegtuigopstijging in Nederland, in 1909, een initiatief van suikerfabrikant Heerma van Voss. Geplaatst in 1935.
- Waaggebouw, een op een waag gelijkend gebouwtje, voorzien van zuilen, uit 1973. Oorspronkelijk aan de Markt, en verplaatst naar het Oderkerkpark in 2003.
- Monument voor A.J.A. Oderkerk, burgemeester van Etten-Leur (1960-1976), door Niel Steenbergen (1983), in het Oderkerkpark.
- Het beeld "Evolutie", een gevleugeld paard, door Kees Keijzer (1970), in het Oderkerkpark.
- Metalen kunstwerk met waterpartij, aan het Stationsplein, door Kees Keijzer (1975).
- Twee in Gesprek, alias De Twee Wethouders, aan de Concordialaan, door Kees Keijzer (1974).
- Wright Flyer Replica, op de rotonde Vosdonk-Vossendaal, uit 2009, een replica van het eerste vliegtuig dat in Nederland opsteeg, onthuld door Amanda Wright Lane, de achterkleinnicht van de Gebroeders Wright.

## Musea

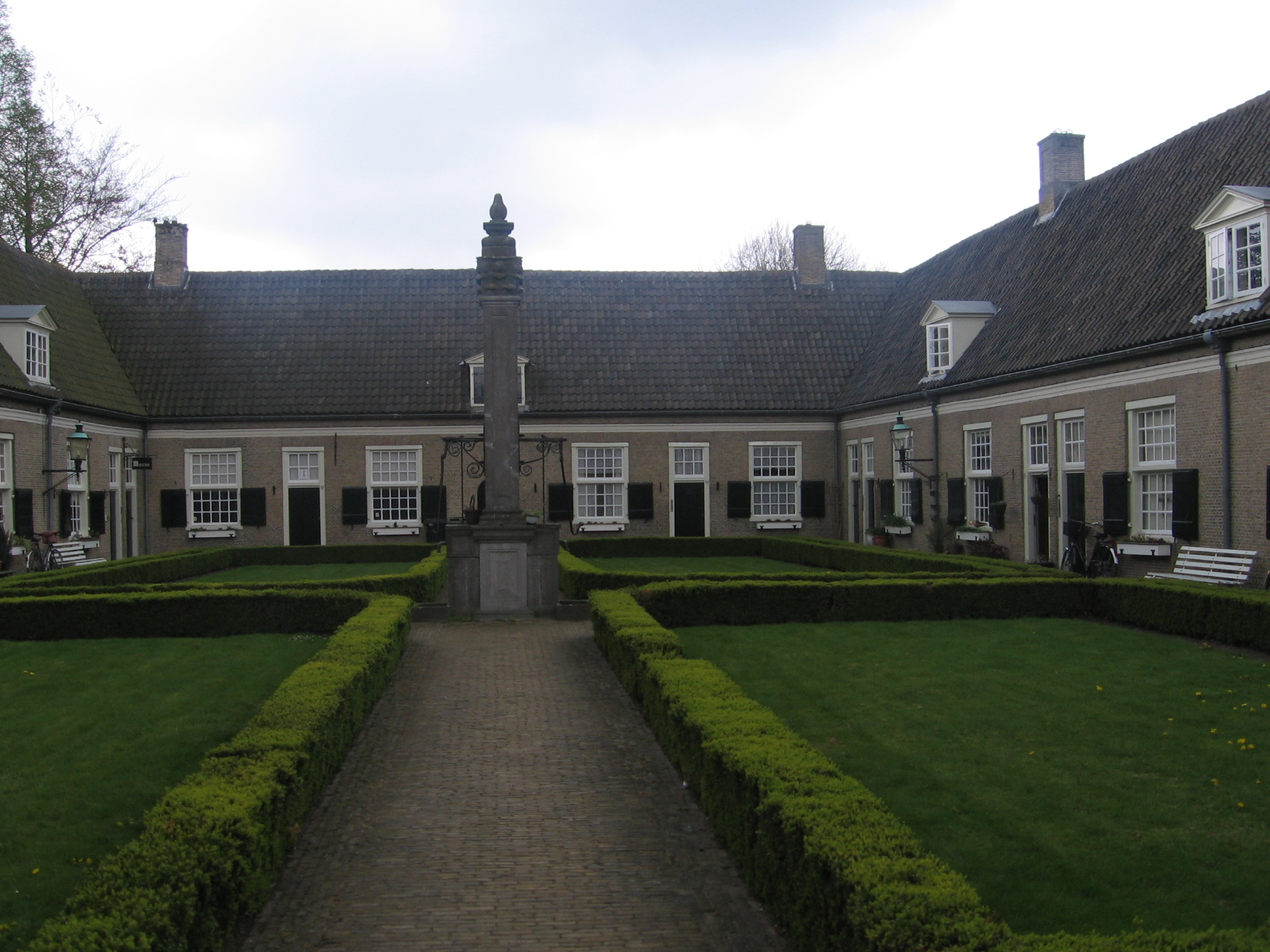
Hofje en museum Jan uten Houten

In de gemeente zijn diverse historische instellingen te bezoeken. Zo kan men deze musea vinden:
- Museum Van Gogh - de Kunst van het Leven, in het Sint Paulushofje aan de Markt, voorheen het streekmuseum Jan van Utenhoute, bevat een (boeren)woonkamer in de stijl omstreeks 1900, een herberg, een winkel, een klompenmakerij, een schoenmakerij, een wagenmakerij, een smidse en een school. In 2022 startte het museum met een grootschalige vernieuwing in samenwerking met de Vincent van Gogh Stichting en de Van Gogh-kerk.
- Nederlands Drukkerijmuseum, aan Leeuwerik 8, bevat onder meer een handzetterij, een boekdrukkerij en een boekbinderij uit omstreeks de jaren 20 van de 20e eeuw. Ook zijn er oude drukpersen en zetmachines te vinden.
- Vincent van Gogh Informatiecentrum, aan Markt 4

## Natuur en landschap
Ten zuiden van Etten vindt men een landbouwgebied met enkele kleinschalige bosjes. Hier loopt ook de Oude Turfvaart, die eerst naar het oosten, dan naar het noorden afboog, maar daar nog voortleeft in straatnamen als Vossenbergse Vaart, Hoge Vaartkant en Lage Vaartkant, welke uiteindelijk bij de Leurse Haven uitkomt. Parallel hieraan ligt de Brandse Vaart, terwijl ten westen van Etten nog de Schouwsloot, de Lokkervaart en de Laakse Vaart zijn te vinden. In het uiterste zuiden bevindt zich het landgoed Pannenhoef.
Naar het noorden toe gaat de kom van Etten over in die van Leur. Verder ligt in oostelijke richting, net buiten de gemeentegrens, het Liesbos.

## Nabijgelegen kernen
Leur, Hoeven, St. Willebrord, Sprundel, Rijsbergen, Lies